# 瑪麗亞宮
瑪麗亞宮（羅馬化：Mariinskyi palats），或譯马林斯基宮，是烏克蘭首都基輔的一座宮殿，位於烏克蘭最高拉达驻地最高拉達大樓的隔壁，是烏克蘭總統的官邸和迎賓館。宮殿修建於1744年至1752年，由伊莉莎白女皇下令修建。設計者是義大利人建築師弗朗切斯科·巴尔托洛梅奥·拉斯特雷利。1870年時為紀念瑪麗亞·亞歷山德羅芙娜改為現名。

## 歷史
這座宮殿於1744年由俄羅斯女皇伊麗莎維塔·彼得羅夫娜下令建造，請來當時在俄羅斯帝國最著名的建築師弗朗切斯科·巴爾托洛梅奧·拉斯特雷利設計。1752年，拉斯特雷利的一名學生伊凡·费奥多罗维奇·米丘林與其他建築師一起完成了這座宮殿。然而，伊麗莎白皇后並沒有活到看到這座宮殿完工的時間。第一位入住皇宮的皇室高級成員是凱瑟琳二世皇后，她於1787年訪問了基輔，並入住該皇宮。在18世紀末和19世紀初，這座宮殿被作為基辅总督的主要住所。
19世紀初，這座宮殿在一系列火災中被燒毀，年久失修，被遺棄了近半個世紀。1870 年，亞歷山大二世皇帝讓建築師卡尔·馬耶夫斯基以舊平面图和水彩畫為參考重建了這座宮殿。它在瑪麗亞·亞歷山德羅夫娜皇后統治之後被重新命名。按照她的意願，在宮殿的南側建立了一個大公園。直到1917年，這座宮殿都被用作訪問皇室成員的住所。
在俄羅斯內戰期間，這座宮殿被用作基輔布爾什維克的革命委員會總部。在1920年代，該建築被用作一所農業學校的校舍，不久之後被辟為博物館。但瑪麗亞宮在第二次世界大戰期間遭到嚴重損壞，並在1940年代末進行了修復。1980年代初完成了其他的重大修復。
現在則作為烏克蘭總統的官邸和迎賓館使用。2020年起向游客开放。

## 圖集

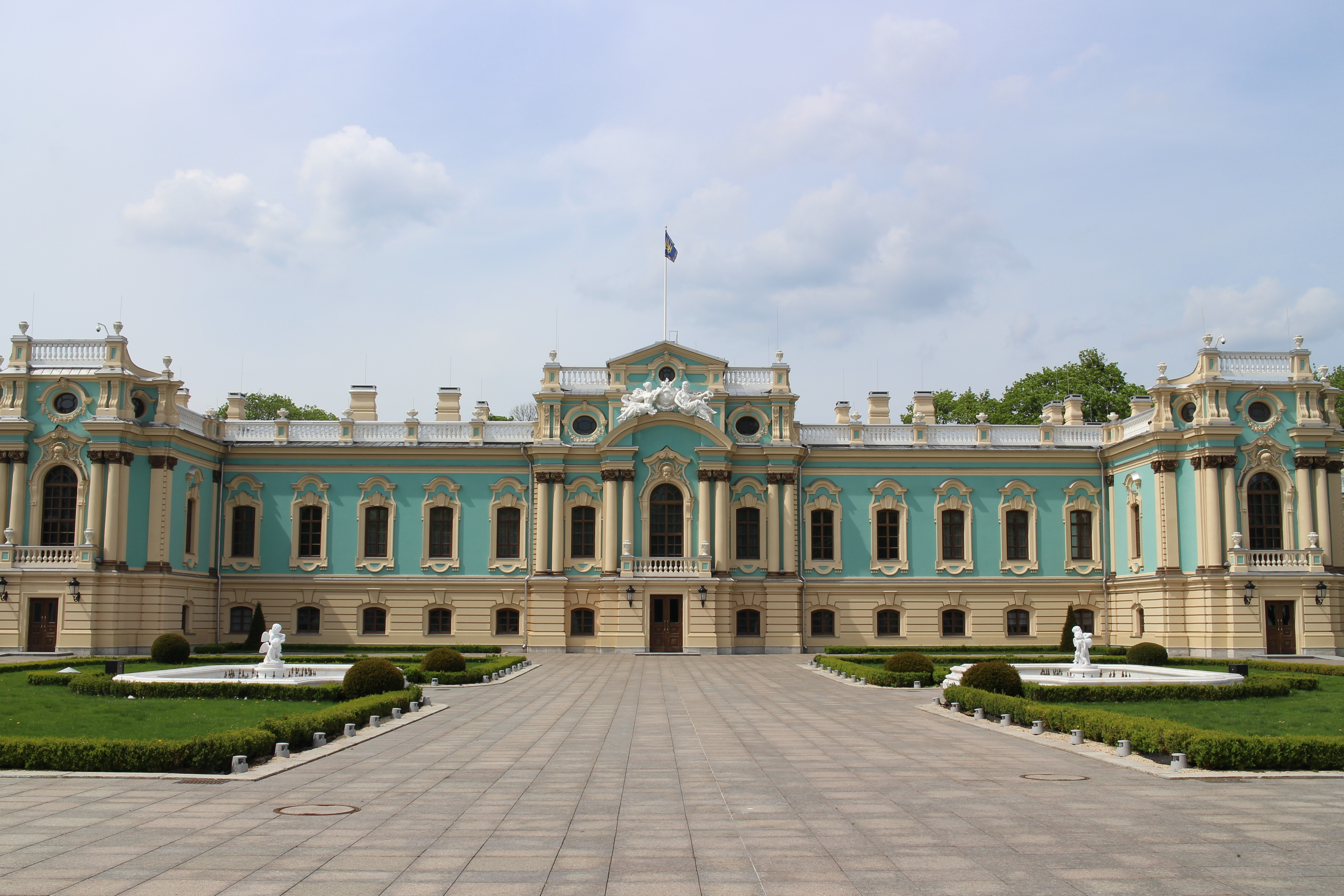
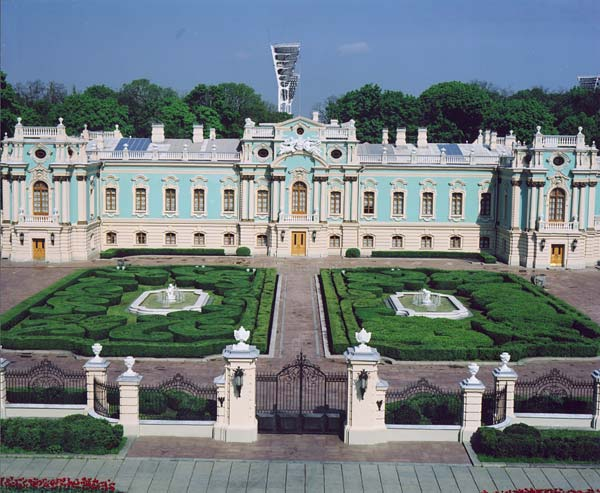
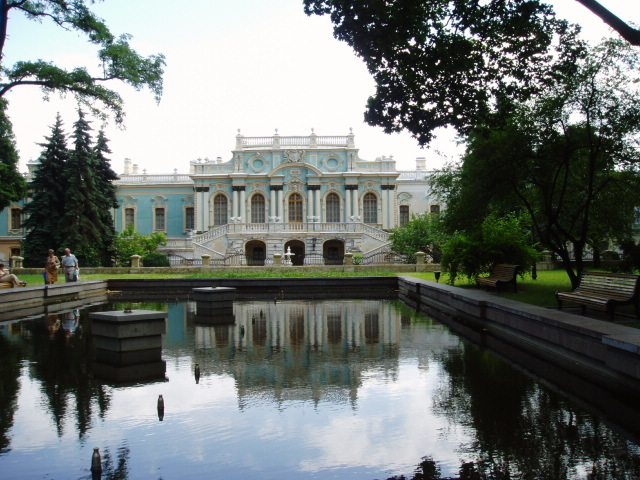
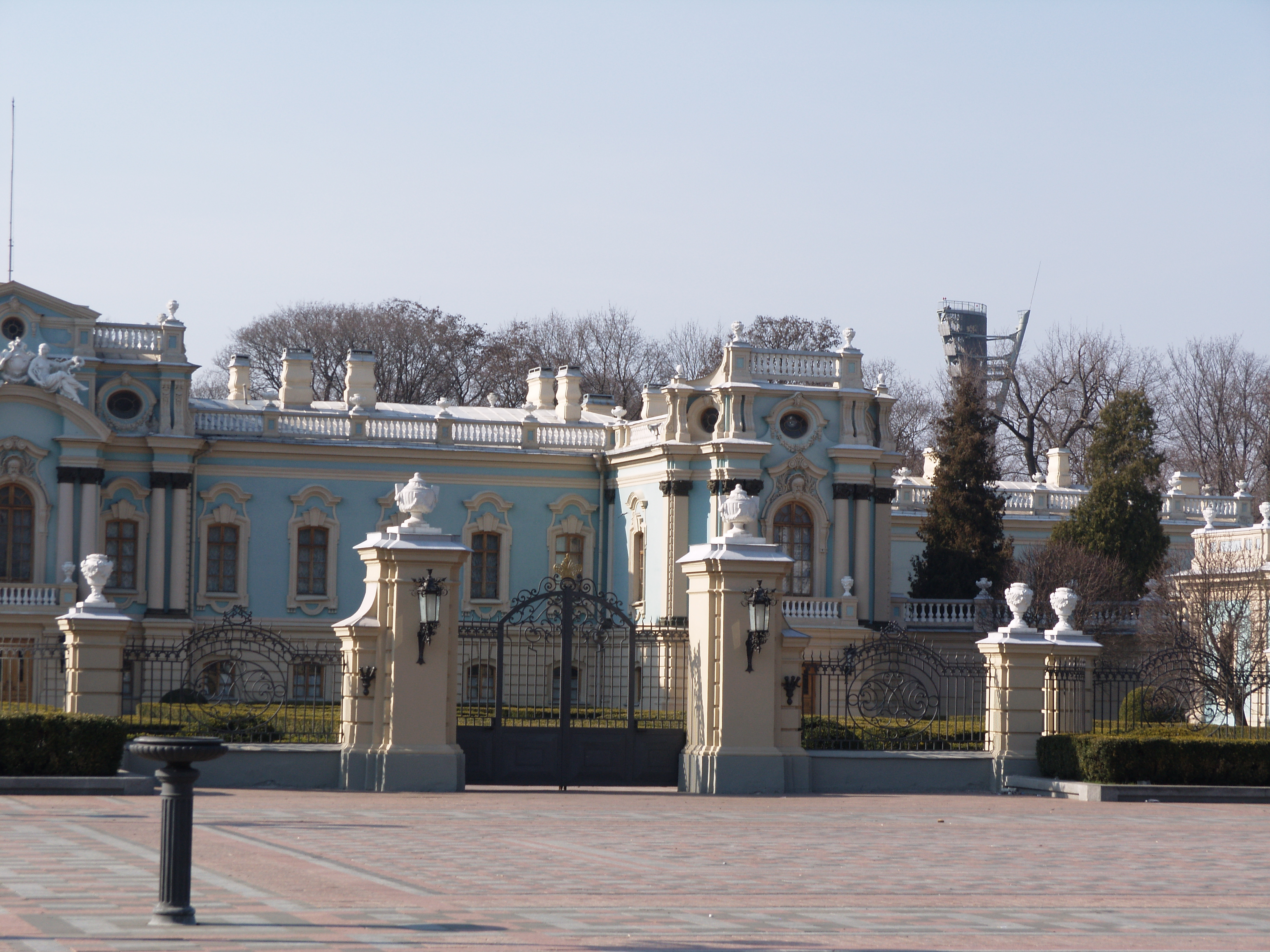
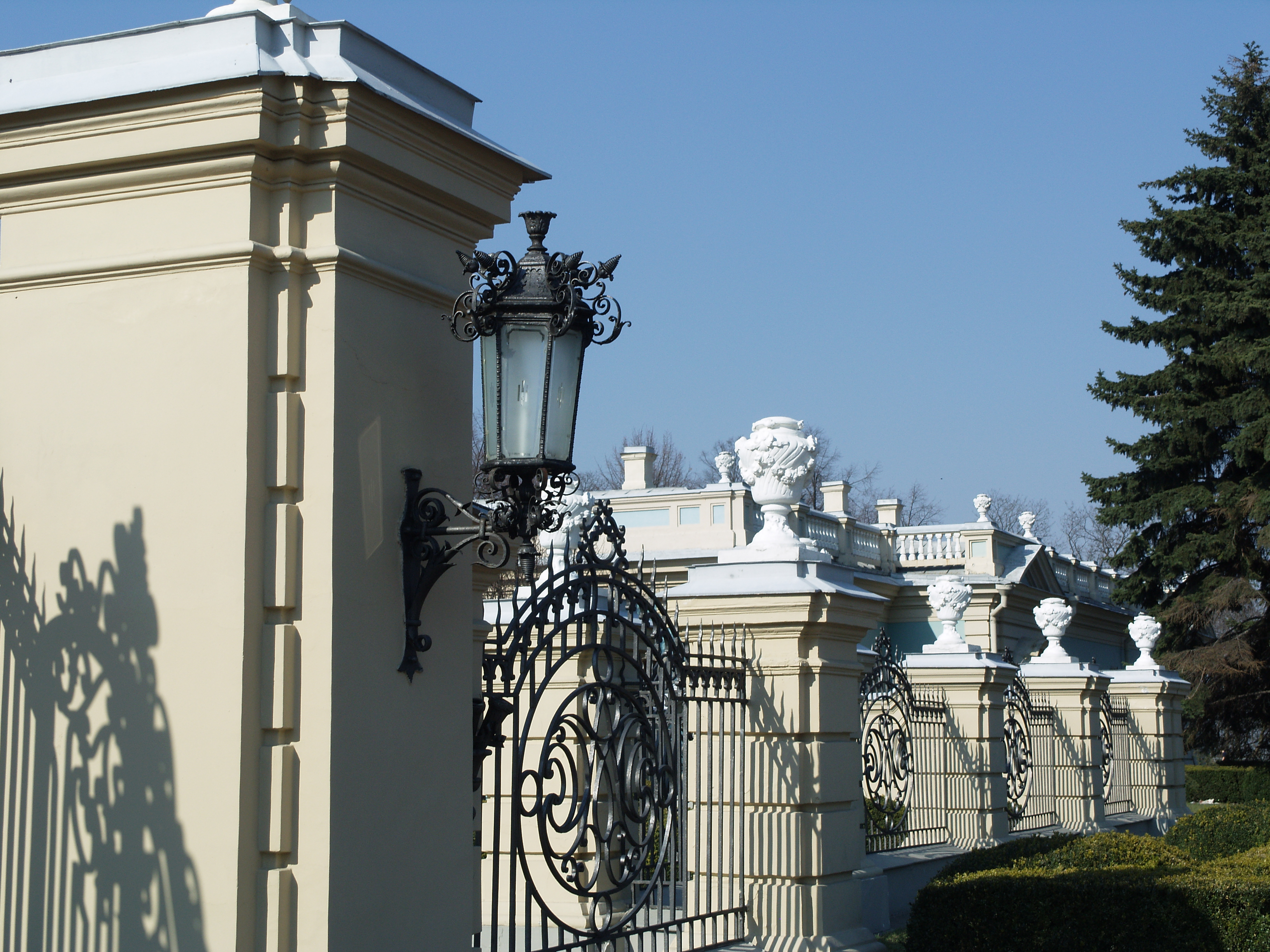
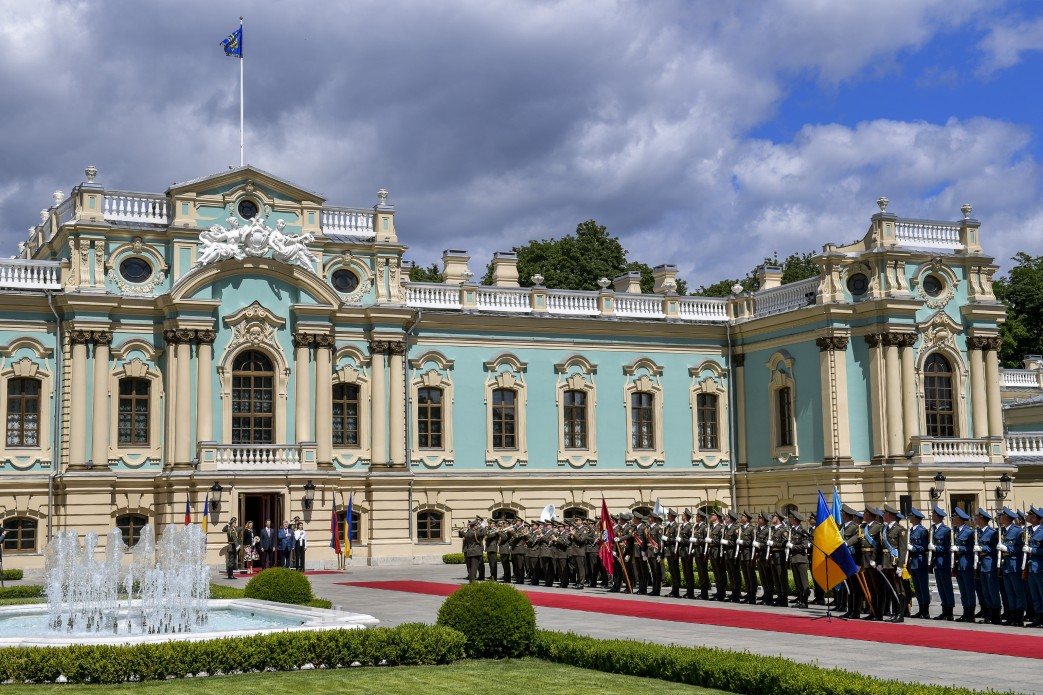
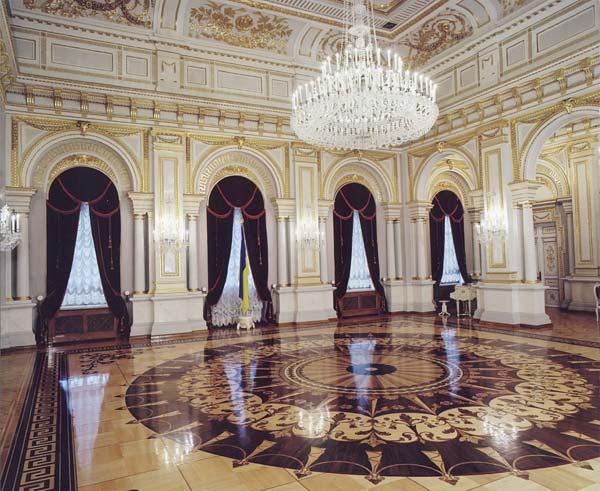
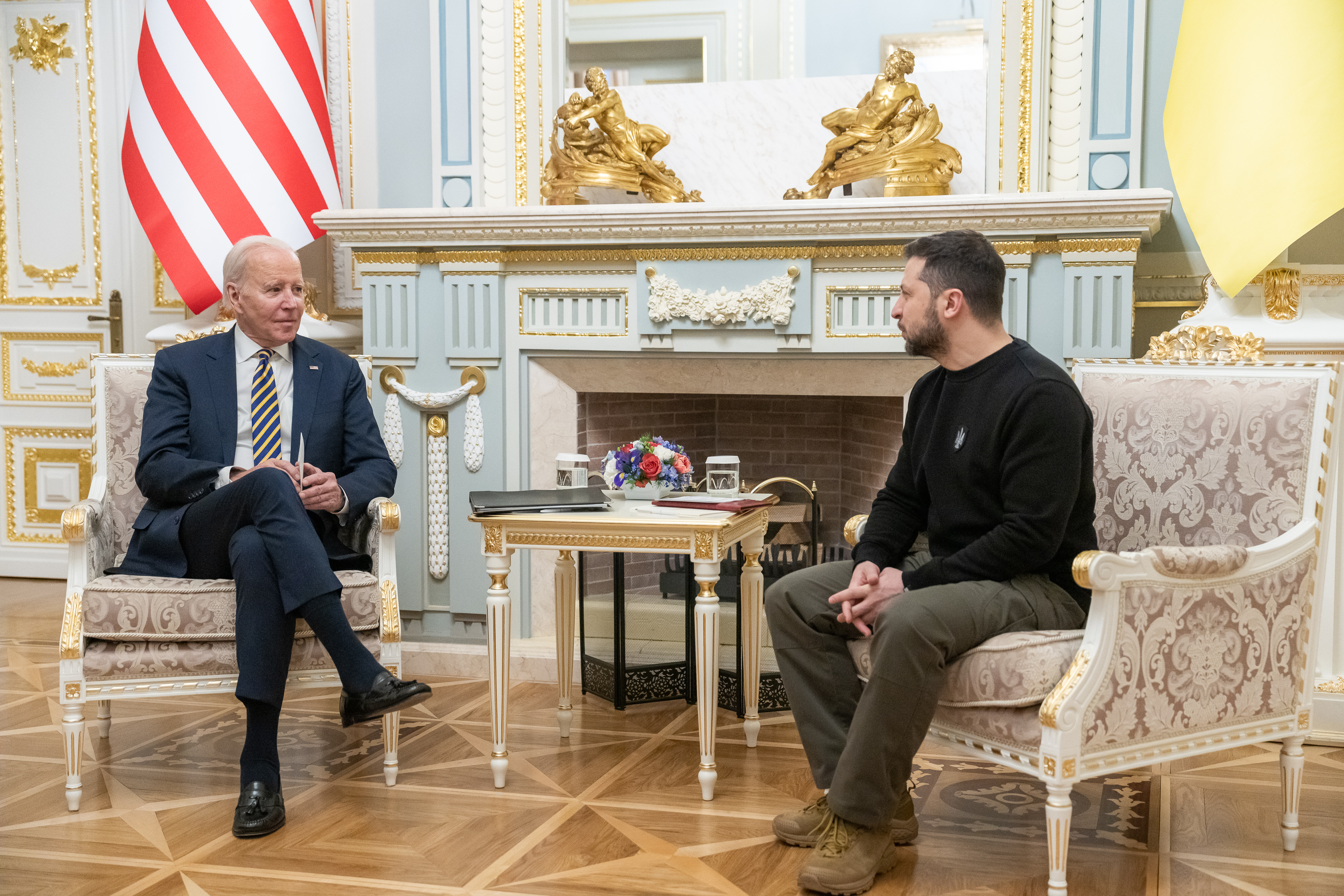
2023年2月20日，烏克蘭總統澤倫斯基接見來訪的美國總統拜登